# Doulos Phos
Pour les autres navires du même nom, voir SS Roma.
Le MV Doulos Phos est un navire à passagers de haute mer construit en 1914 aux chantiers Newport News Shipbuilding and Dry Dock Company, qui jusqu’en 2010 fut le plus ancien encore en activité. Après avoir servi activement, d’abord de cargo, puis de navire de passagers et enfin de bibliothèque flottante pendant près de 96 ans, il doit devenir une partie d’un complexe hôtelier en Indonésie.
Au cours des années, il s’est successivement appelé SS Medina, SS Roma, MV Franca C, MV Doulos et enfin MV Doulos Phos.

## Histoire

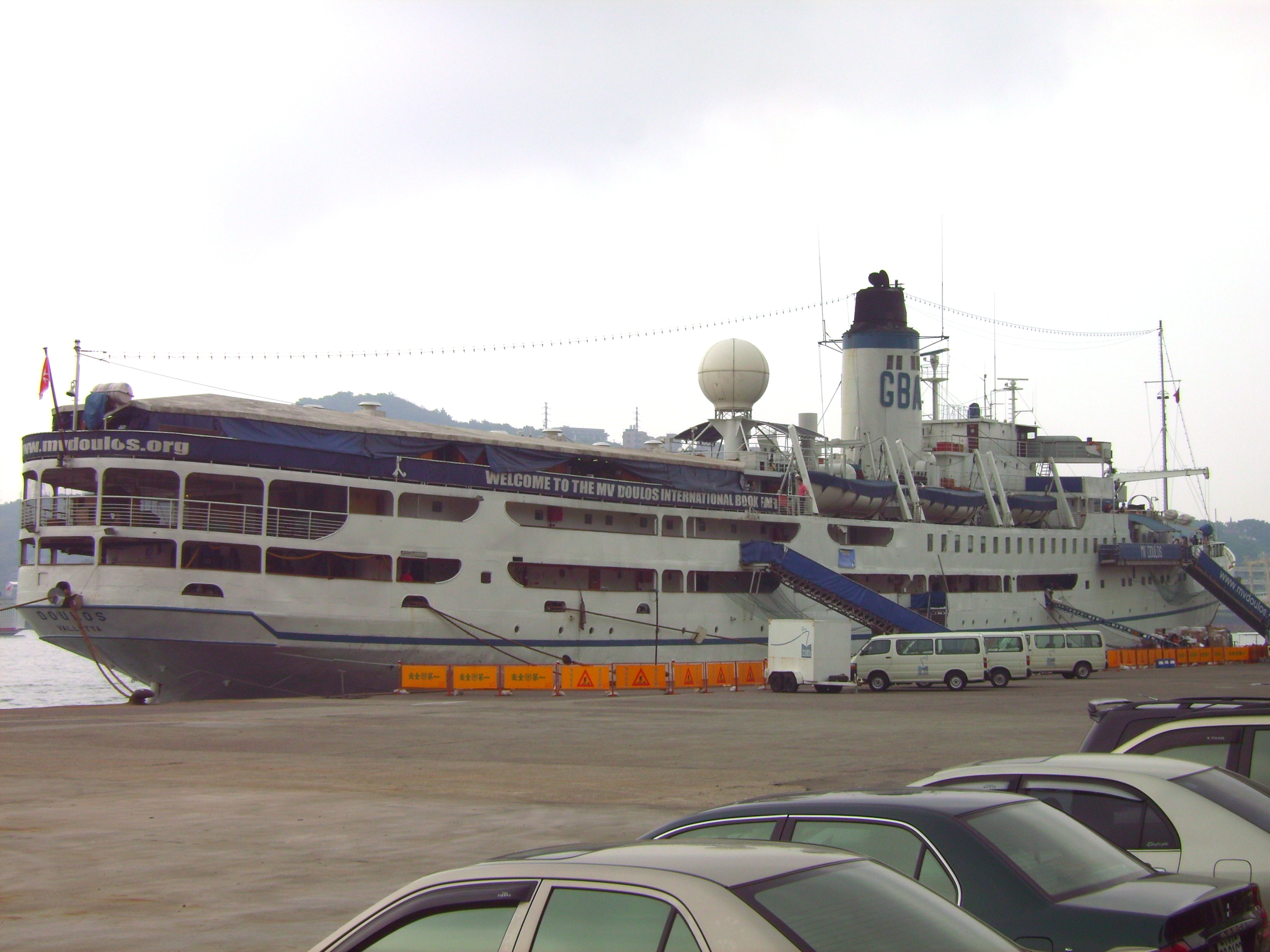

Le SS Medina était un navire cargo à vapeur commandé le 28 août 1913. Sa construction a eu lieu  aux chantiers Newport News Shipbuilding and Dry Dock Company de Newport News et s’est terminée en 1914. Il fut mis en service la même année pour la compagnie américaine Mallory Steamship Company. Au cours de la Seconde Guerre mondiale, il fut réquisitionné par l’US Navy.
En 1948, il fut acheté par la compagnie panaméenne Cia Naviera San Miguel SA et devint le Roma. Il fut converti en navire à passagers avec des cabines pour 287 personnes et des dortoirs pour 694 personnes supplémentaires.
En 1952, il fut acquis par la compagnie italienne Costa Crociere et devint le Franca C. La même année, il fut transformé en navire à moteur. En 1959, le Franca C fut converti en navire de croisière et navigua principalement en Méditerranée.
En 1977, l’organisation allemande Gute Bücher für Alle (« De bons livres pour tous ») fit l’acquisition du Franca C et le renomma Doulos qui opéra pour l'agence missionnaire Opération Mobilisation, fondé par George Verwer. Dans ce nouveau rôle de bibliothèque et librairie flottante, avec un équipage de volontaires, il navigua autour du monde, de port en port. La bibliothèque, qui aurait été l’une des plus importantes sur un bateau, comportait notamment des livres chrétiens et sur le christianisme. Le bateau fit son dernier tour du monde en 2009 avec un désarmement prévu en 2010 à cause des nouvelles réglementations SOLAS. Toutefois il apparut que d’importants et coûteux travaux étaient nécessaires pour que le navire puisse continuer son service jusqu’à son désarmement.
Le bateau fut alors retiré du service dès la fin 2009. Le 18 mars 2010 le bateau a été remis à son nouveau propriétaire, Eric Saw, administrateur et directeur général de BizNaz Resources International qui souhaite le préserver. Le navire est renommé MV Doulos Phos. En septembre 2013, il est remorqué à Batam en Indonésie pour être rénové dans le but de faire partie d’un complexe hôtelier à 25 millions de dollars sur l’île de Bintan.

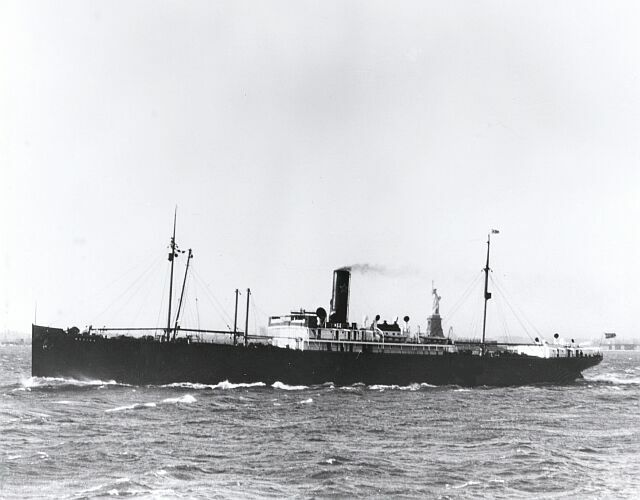
Le SS Medina à New York, passant devant la statue de la Liberté, lors de son voyage inaugural en 1914.
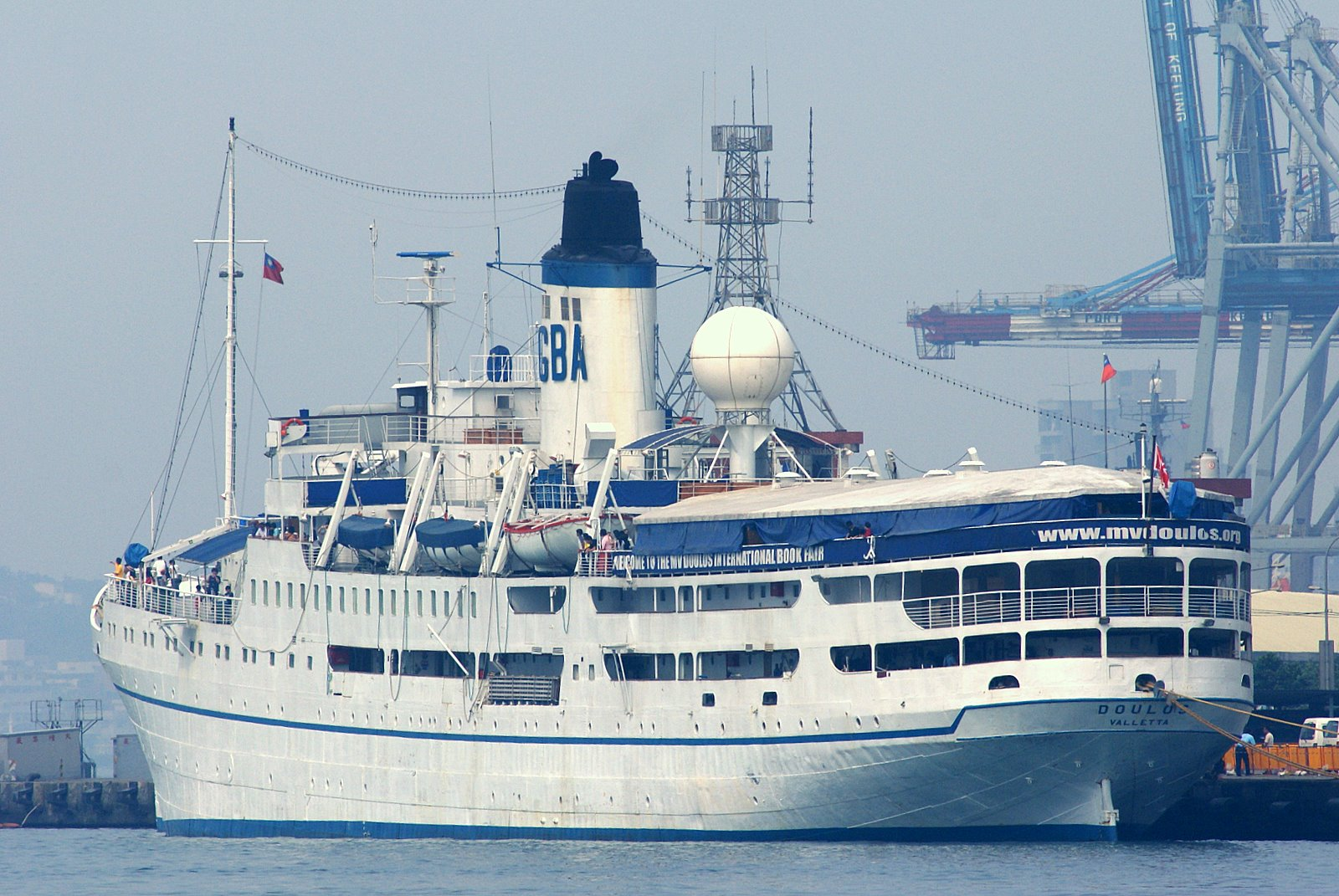
Le MV Doulos.
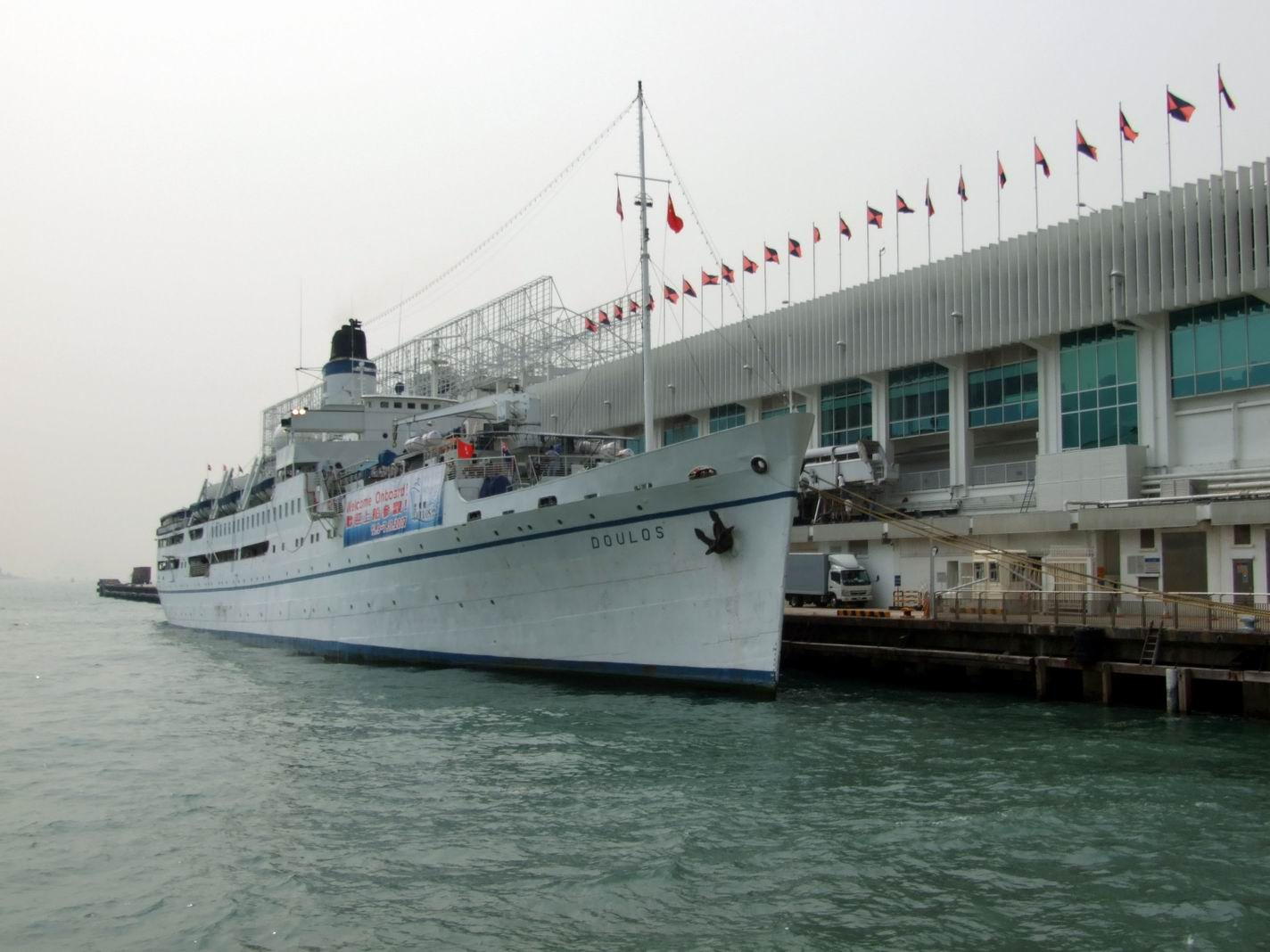
Le MV Doulos à Hong Kong.